# شيطان دوفر
شيطان دوفر هو مخلوق روي أنه شوهد في مدينة دوفر، ماساتشوستس في 21 أبريل و 22 أبريل 1977.

## المشاهد
ادعى ويليام بارتليت البالغ من العمر 17 عامًا أنه أثناء القيادة في 21 أبريل 1977، رأى مخلوقًا كبير العينين «بأصابع تشبه المحلاق» وعيناه متوهجة فوق جدار حجري مكسور في شارع فارم في دوفر. وأفاد جون باكستر البالغ من العمر 15 عامًا أنه رأى مخلوقًا مشابهًا على طريق ميلر هيل في نفس الليلة. وادعت آبي برابهام، البالغة من العمر 15 عامًا، أنها شاهدت المخلوق في الليلة التالية في شارع سبرينجديل.
وكل المراهقين رسموا اسكتشات للمخلوق المزعوم. كتب بارتليت في رسمه، «أنا بيل بارتليت، أقسم أنني رأيت هذا المخلوق.»
واقترح البعض أن المخلوق ربما كان مهرا أو موس. وقالت الشرطة لوكالة أسوشييتد برس إن المخلوقات التي أبلغ عنها المراهقون "ربما لم تكن أكثر من مجرد خدعة أثناء الإجازة المدرسية.

## في الثقافة الشعبية
في عام 2009، ظهر شيطان دوفر في حلقة من مسلسل الرعب التلفزيوني الأمريكي Lost Tapes ‏، الذي بُث على أنيمال بلانت.
يظهر شيطان دوفر كشخصية في سلسلة الكتب المصورة الأمريكية والتي تضم العديد من المخلوقات الأخرى في علم الحيوانات المشفرة. في الكوميديا، هو مخلوق قادر على رؤية المستقبل. ويظهر في سلسلة كتب هزلية أخرى مشابهة تسمى The Perhapanauts ‏. وسيظهر أيضًا بشكل موجز في سلسلة الكتاب المصور The Pound: Ghouls Night Out.